# Luciano Laspina
Luciano Andrés Laspina (Rosario, Provincia de Santa Fe; 8 de agosto de 1972) es un economista y diputado nacional por Juntos por el Cambio. Actualmente dirige el Centro de Estudios para el Progreso (CEPP). Fue asesor del presidente del Banco Central de la República Argentina durante la presidencia de Pedro Pou y de la Secretaría de Política Económica del Ministerio de Economía (Argentina).

## Reseña biográfica
Luciano Laspina nació en Rosario el 8 de agosto de 1972, estuvo distanciado de su padre biológico por 20 años. Se reencontraron cuando el hombre estaba muy delicado de salud y se encontraba en terapia intensiva. Está casado con Cintia Luque y tiene tres hijos. Realizó sus estudios universitarios los realizó en la Universidad Nacional de Rosario, donde se graduó de la Licenciatura en Economía. En la Universidad Torcuato Di Tella, es profesor de Microeconomía Bancaria y Macroeconomía.

## Carrera profesional
Fue economista jefe del Estudio M.A. Broda & Asociados, En 2008 fue nombrado por Mauricio Macri economista jefe del Banco Ciudad de Buenos Aires y subgerente de Finanzas de ese mismo organismo (2008-2015). Durante su gestión se generaron polémicas debido a la contratación de familiares en diferentes puestos del banco, entre ellos al cuñado de Sturzenneguer Gabriel Rouillet, contratado como jefe de asesores a pesar de no contar con los estudios necesarios para el puesto. Durante este período se criticó que el Banco hubiera otorgado créditos hipotecarios preferenciales a funcionarios macristas, entre ellos a María Eugenia Vidal, el vicepresidente del banco Juan Curutchet, el legislador PRO Enzo Pagani y el gerente general de la entidad Emilio Lanza.Por el escándalo de otorgamiento de créditos preferenciales a funcionarios macristas,
Electo por el Propuesta Republicana en 2008 como diputado nacional en la Cámara de Diputados de la Nación Argentina por la provincia de Santa Fe en 2014, después que Miguel del Sel renunciara para su campaña a gobernador de esa provincia en 2015. Ya en 2015 asumió la presidencia de la Comisión de Presupuesto y Hacienda en la Cámara de Diputados de la Nación Argentina y en la Comisión Bicameral para la Reforma Tributaria.
En la actualidad continúa desempeñándose como diputado nacional, cuyo mandato culminará en 2025, y ocupa el cargo de vicepresidente primero de la Comisión Bicameral permanente de seguimiento y control de la gestión de contratación y de pago de la deuda exterior de la Nación (Ley 27.249). Todos los cargos mencionados los desarrolla en la Cámara de Diputados de la Nación Argentina.
se extendía al entonces ministro de Defensa Julio Martínez y la aún canciller Susana Malcorra. Los acusaban de fraude, violación de deberes de funcionario público, abuso de autoridad y perjuicio a la administración pública.
Se basaban en una carta del 16 de junio de 2016, filtrada por el sitio el Destape y enviada por el aún embajador Martín Lousteau al congresista demócrata Pete Visclosky, miembro del Subcomité de Defensa, que había aprobado una supuesta venta de armas de Estados Unidos al país.

### Causa por supuesto fraude en compra de armas
En 2017 fue investigado y posteriormente absuelto en una causa en la que se lo acusó de fraude, violación de deberes de funcionario público, abuso de autoridad y perjuicio a la administración pública por haber negociado la incorporación de armamento de Estados Unidos a la defensa argentina. La misma fue impulsada por los entonces diputados del Frente para la Victoria (FpV) Héctor Recalde, Axel Kicillof y Diana Conti.
En ese contexto, el fiscal Franco Picardi abrió una investigación que duró un año y tres meses, en la que también se vieron involucrados el diputado de Cambiemos, Eduardo Amadeo; el entonces ministro de Defensa Julio Martínez y la canciller Susana Malcorra.
Meses después, el fiscal Picardi imputó a Martínez y a ambos diputados, por la causa arriba mencionada, que supuestamente había implicado un fraude al Estado y generado beneficios para los involucrados. Finalmente, Picardi sobreseyó a Laspina porque consideró que los legisladores obraron de buena fe y a favor de la modificación del equipamiento de las Fuerzas Armadas argentinas.